# Herzblut
 (février 2020).
Albums de Subway to Sally
Hochzeit
(1999) Engelskrieger
(2003)
Herzblut est le sixième album studio du groupe de folk metal allemand Subway to Sally, sorti en avril 2001 chez Island Records.

## Liste des titres
Toutes les paroles sont écrites par Bodenski, toute la musique est composée par Ingo Hampf.
| 1.    | Die Schlacht                | 4:03 |
| 2.    | Veitstanz                   | 4:41 |
| 3.    | Das Messer                  | 4:18 |
| 4.    | Herrin des Feuers           | 7:07 |
| 5.    | Kleid aus Rosen             | 5:02 |
| 6.    | Wenn Engel hassen           | 6:32 |
| 7.    | Krötenliebe                 | 3:45 |
| 8.    | Accingite Vos               | 4:14 |
| 9.    | So rot                      | 3:48 |
| 10.   | Drei Engel                  | 1:15 |
| 11.   | Kleid aus Rosen (akustisch) | 5:04 |
| 49:48 |                             |      |

## Crédits
| - Ingo Hampf : guitare électrique, luth - Syra : chant - Eric Fish : cornemuse, hautbois, chant, flûte - Bodenski : guitare, vielle à roue, chant - Michael Simon : guitare, chant - Silvio "Sugar Ray" Runge : basse - David Pätsch : batterie, percussions - Frau Schmidt : violon - Benni Cellini : violoncelle - Uschi Laar : harpe | - Production : Georg Kaleve, Ingo Hampf - Programmation : Georg Kaleve, Josef Bach - Arrangements (cordes et chœurs) : Ingo Hampf - Mastering : Michael Schwabe - Mixage : Clemens Matznick assisté de Sebastian Gross - Enregistrement : Arne Schumann - Artwork (pochette, direction artistique) : Ronal Reinsberg - Photographie : Martin Becker |